# لاين دلتاي
لاين دلتاي (بالألمانية: Iain Dilthey)‏ (و. 1971  م) هو مخرج أفلام ألماني، ولد في اسكتلندا.

## وصلات خارجية
- لاين دلتاي على موقع IMDb (الإنجليزية)
- لاين دلتاي على موقع ألو سيني (الفرنسية)
- لاين دلتاي على موقع أول موفي (الإنجليزية)
- لاين دلتاي على موقع قاعدة بيانات الفيلم (الإنجليزية)
- لاين دلتاي على موقع كينوبويسك (الروسية)